# Разменная монета
Разменная монета — неоднозначный термин, который может означать близкие, но не тождественные понятия:
- неполноценную монету, покупательная способность которой выше стоимости содержащегося в ней металла[1]; эти монеты, как правило, изготавливаются из металлов, менее ценных, чем золото или серебро, например, из никеля или меди; в этом смысле иногда называется биллонной или кредитной[2][3];
- мелкий денежный знак (дробную монету[4]), который служит в основном для размена более крупных монет или банкнот[5] и расчетов между продавцом и покупателем с максимальной точностью; из-за быстрой оборачиваемости и существенного износа разменные монеты чеканятся из дешёвых материалов[6].

Так, в соответствии с первым определением, при золотом стандарте разменными являются все серебряные монеты. Например, после введения в Германии в 1871 году золотой марки серебряная монета достоинством в 5 марок рассматривалась в качестве разменной. В Латинском монетном союзе разменными признавались все серебряные монеты, кроме 5 франков. В соответствии со вторым определением, в качестве разменных не рассматриваются монеты, чей номинал выражен в базовой денежной единице, даже если они изготовлены не из благородных металлов. Например, современная монета достоинством 1 доллар США, которая чеканится из меди, покрытой сплавом из недрагоценных металлов (см. статью «Доллар Сакагавеи»), не является разменной. Той же трактовки (разменной называется монета, чей номинал выражен только в копейках, но не в рублях) придерживается и Центральный банк Российской Федерации.
В некоторых странах принятие разменных монет к обязательной оплате ограничено некоторой предельной (минимальной или максимальной) суммой. Иногда законодательно ограничиваются и объёмы чеканки такой монеты.
В чрезвычайных обстоятельствах (война, оккупация, удаленность от метрополии и т. п.), результатом которых часто становится острый дефицит денег мелких номиналов, функции разменных монет могут выполнять различные денежные суррогаты, например, разменные билеты, марки-деньги, другие разновидности денежных знаков.

## Неполноценность разменных монет
Если номинал монеты превышает стоимость металла, использованного для её чеканки, то от эксплуатации права чеканки (монетная регалия) эмитент (монетный сеньор) получает прибыль (сеньораж). В связи с этим, если правом выпуска полноценных монет (право свободной чеканки) государство часто делилось со своими подданными (это особенно характерно для периодов серебряного и золотого стандартов), то выпуск неполноценных, разменных, монет всегда был монополизирован (закрытая, блокированная чеканка). Другое следствие этого признака разменных монет — необдуманное наращивание объёмов их чеканки, часто использовавшееся многими государствами в античности, средневековье и новое время, что вело к обесценению неполноценных монет и исчезновению из обращения монет полноценных, а иногда даже к бунтам (см. статью «Медный бунт»). Наконец, разменная, неполноценная, монета всегда рассматривалась исключительно в качественно внутригосударственного инструмента денежного обращения, для обслуживания внешней торговли использовались полноценные собственные или чужие торговые монеты.
В настоящее время неполноценный характер разменных монет (их стоимость в обращении выше стоимости металла) рассматривается также в качестве фактора, который снижает риск переплавки, тезаврации или экспорта монет, способствуя сохранению их роли в денежном обращении. При этом объём чеканки разменных монет ограничивается — например, какой-то суммой или числом разменных монет на душу населения.
Затраты на изготовление разменных монет часто превышают номинальную стоимость самих монет. Однако монета имеет срок жизни 15−20 лет, тогда как банкнота — примерно два с половиной года. Поэтому выпуск разменных монет обычно экономически выгоден. Тем не менее, инфляция нередко приводит к тому, что выпуск монет малых номиналов становится невыгодным. Например, в 2012 году стоимость изготовления однокопеечной монеты составила 47 копеек, а пятикопеечной — 69 копеек. Тогда Центральный банк России прекратил выпуск таких монет.

## Дефицит разменной монеты и суррогатные разменные знаки
В XVIII—XIX веках во многих странах Европы и в колониях некоторое время существовала ситуация явной нехватки разменной монеты. При переходе значительной части населения от аграрного натурального хозяйства к ремесленному, а позднее к промышленному, потребность в наличном счёте росла, тогда как власти были больше заинтересованы в чеканке полноценной монеты, которая использовалась для сбора налогов.
В связи с дефицитом разменной монеты в оборот в это время вошёл разного рода денежный суррогат (токены уклонения и токены Кондера в Британии, карточные деньги во французских колониях, юденпфенниги на территории германских государств, токены трудных времён в США, нотгельды в Германии, Австрии, Франции и Бельгии по окончании 1-й мировой войны, и т. п.)
Функции, аналогичные разменным монетам, выполняли разменные билеты, марки-деньги (особый вид непочтовых марок) и другие денежные суррогаты, выпускавшиеся в периоды или в условиях острой нехватки денежных знаков мелких номиналов. Например, такие денежные знаки были выпущены в США во время Гражданской войны 1861—1865 годов.
В 1915 году в Российской империи были сначала выпущены бумажные разменные билеты, а затем марки-деньги. Последние были отпечатаны на полукартоне с использованием клише юбилейных почтовых марок, выпущенных к трехсотлетию дома Романовых, имели достоинство в 1, 2, 3, 10, 15 и 20 копеек и надпись на обороте «Имѣетъ хожденіе наравнѣ съ размѣнной серебряной (или мѣдной) монетой». Разменные билеты изготавливались из бумаги номиналами 1, 2, 3, 10, 15, 20 и 50 копеек и имели аналогичные надписи.
С 1826 года разменные денежные знаки из кожи достоинством 10, 25 и 50 копеек выпускались Российско-американской компанией на Аляске.
Функции разменных монет в разных странах и в разные исторические эпохи также выполняли денежные знаки, изготовленные из других материалов (см. статью «Монетные металлы», раздел «Монетные неметаллы»).

## Разменные монеты отдельных стран

### Разменные монеты России
Первыми разменными монетами собственно Северо-Восточной Руси и Новгородской республики, вероятно, были медные пулы (пуло), чеканка которых началась в XV веке в Москве, Твери, Новгороде и некоторых других городах (известные очень редкие экземпляры, отчеканенные в Смоленске). Основными инструментами денежного обращения выступали серебряные денги. Точных данных о соотношении пуло и денги нет. Возможно, оно не было постоянным, менялось с течением времени и/или колебалось в зависимости от территории. Сохранились позднейшие указания о соотношении 60:1 и 72:1.
В соответствии с Монетным уставом Российской империи 1885 года, когда формально ещё действовал серебряный стандарт, разменная монета определялась как монета, предназначенная «исключительно для внутреннего в государстве обращения, в дополнение к монете полноценной». К этой категории были отнесены серебряные монеты достоинством в 20, 15, 10 и 5 копеек, а также медные достоинством в 5, 3, 2, 1, 1⁄2 (денежка) и 1⁄4 (полушка) копейки.
С введением золотого стандарта (см. «Денежная реформа в России 1895—1897 годов») все серебряные монеты — как низкопробные (20, 15, 10 и 5 копеек), так и высокопробные (1 рубль, 50 и 25 копеек) — стали рассматриваться в качестве разменных.
В настоящее время в официальных каталогах монет Центрального банка Российской Федерации термин «разменные монеты» не используется. Каталожный номер монет Банка России идентифицирует лишь курсовые (то есть стандартные, используемые в обращении монеты), памятные и инвестиционные монеты. Однако из контекста Указания ЦБ РФ «О порядке выдачи Банком России кредитным организациям-резидентам курсовых и разменных монет для нумизматических целей» следует, что под курсовыми понимаются монеты, номинированные в рублях, а под разменными — в копейках.

### Разменные монеты США
В США разменными монетами (англ. fractional coins) являются денежные знаки, имеющие следующие признаки:
1. Эти монеты служат главным образом для размена более крупных денежных знаков.
2. Эти монеты чеканятся из металла, не являющегося стандартным денежным металлом страны (в настоящее время золотом).
3. Эти монеты являются неполноценными, то есть их внутренняя стоимость меньше указанного на них номинала, они представляют большую ценность как монеты с официально указанной покупательной способностью, а не как металл.
4. Эти монеты чеканятся только государством, то есть не допускается их свободная чеканка из металла частных лиц.
5. Эти монеты чеканятся в ограниченном количестве, которое действительно необходимо для обслуживания торговли, что рассматривается в качестве защиты разменных монет от обесценения ниже номинала[8].

В настоящее время разменные монеты США — это металлические денежные знаки достоинством менее одного доллара, то есть 1, 5, 10 (дайм), 25 («квотер», четверть доллара) и 50 («хаф», полдоллара) центов. До принятия Монетного акта 1965 года 10, 25 и 50 центов содержали 90 % серебра, но из-за растущей нехватки этого металла серебро было исключено из монет в 10 и 25 центов, а его содержание в 50 центов было снижено до 40 %. В 1970 году было решено полностью отказаться от использования серебра в монетах достоинством 50 центов (их чеканка была полностью прекращена с 1 января 1971 года). До этого для монет достоинством в 1 и 5 центов использовался термин «мелкие разменные монеты» (или просто «мелкие монеты»), а для монет в 10, 25 и 50 центов — «серебряные разменные монеты».